# Lhota (Zlíni járás)
Lhota település Csehországban, a Zlíni járásban. Lhota Karlovice, Komárov, Zlín, Bohuslavice u Zlína és Šarovy településekkel határos. Lakosainak száma 912 fő (2024. január 1.).

## Népesség
A település lakosságának változását az alábbi diagram mutatja:
| Lakosok száma | 534  | 637  | 772  | 858  | 734  | 751  | 859  | 885  | 903  | 912  |
|               | 1869 | 1890 | 1921 | 1950 | 1980 | 2001 | 2017 | 2019 | 2022 | 2024 |